# Sandjak d'Alexandrette
27 novembre 1918 – 2 septembre 1938
Entités précédentes :
- Territoires ennemis occupés
  -  Caza d'Alexandrette (Empire ottoman)
  -  Caza d'Antioche (Empire ottoman)
  -  Caza d'Harim (Empire ottoman)
  -  Caza de Beylan (Empire ottoman)

Entités suivantes :
- État du Hatay

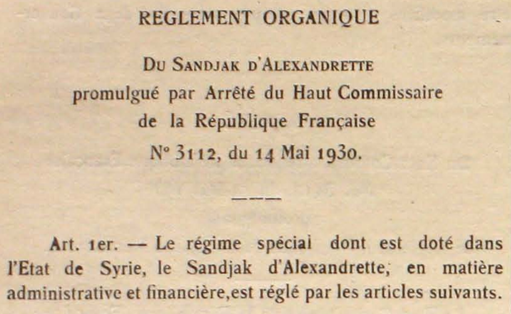
Règlement du Sandjak d'Alexandrette, au sein de l'État de Syrie, 14 mai 1930.

Le sandjak autonome d'Alexandrette était un territoire constitué le 27 novembre 1918 au sein des Territoires ennemis occupés à partir des cazas d'Alexandrette, Antioche, Harim et Beylan.
Il fut rattaché en 1920 à l'État d'Alep, en 1925 à l'État de Syrie et en 1930 à la République syrienne avant de déclarer son indépendance en 1938 comme État du Hatay (1938-1939).
Il correspond à peu près à l'actuelle province turque du Hatay, située à l'extrémité orientale du littoral méditerranéen de la Turquie, à la frontière syrienne.

## Définition
Un sandjak signifie littéralement « étendard » et est le nom d’une des principales circonscriptions territoriales de l'Empire ottoman.
Antioche est aussi historiquement l'un des premiers centres chrétiens, le lieu hors d'Israël où la première communauté chrétienne s'est constituée, et est toujours une capitale pour les Églises chrétiennes d'Orient. La ville abrite des églises syriaque, grecque orthodoxe, grecque catholique (melkite) et maronite, même s'il s'agit plus souvent d'un titre honorifique que d'une effectivité du siège dans la ville.
Après avoir longuement été romain, puis byzantin dans sa continuité jusqu’à l’invasion arabe et les séries de conquêtes et reconquêtes des deux camps le territoire a fait partie, pendant les Croisades, de la principauté d’Antioche, puis du royaume arménien de Cilicie. En 1375, il échoit à l'émirat arabo-turc des Ramazanides, puis, en 1488, aux Turcs ottomans.

## Histoire

### Empire ottoman
Pendant la Première Guerre mondiale, les qadas (districts) d'Alexandrette et d'Antioche appartenaient à la province d'Alep de l'Empire ottoman. Lors du génocide arménien de 1915, les populations arméniennes locales s'illustrèrent par leur résistance sur le Musa Dagh et ne durent leur salut qu'à l'arrivée de bâtiments de guerre français qui les évacuèrent.

### Mandat français
Après 1918, le sandjak est rattaché à la Syrie sous mandat français et devient autonome en 1920.
Sa population est alors divisée entre turcophones (un tiers environ) et arabophones, avec des minorités arméniennes, grecques, kurdes, tcherkesses et juives. Les Arabophones sont majoritairement alaouites (musulmans) à 65 %, mais aussi sunnites (20 %) et chrétiens orthodoxes (15 %). Cette population, paisible avant la Première Guerre mondiale, se divise sous le mandat français entre autonomistes pro-syriens, kémalistes partisans du rattachement à la Turquie, et indépendantistes. Ces clivages politiques se doublent d’une opposition sociale : les autonomistes sont surtout les grands propriétaires fonciers, les kémalistes la jeunesse et les classes moyennes. Les indépendantistes sont surtout chrétiens et juifs.
À partir de 1925, le territoire fait partie de l'État d'Alep et entre dans l'État syrien avec un statut spécial : il faisait partie des territoires de la République syrienne sous mandat français et jouissait d'un régime autonome au point de vue administratif et financier. En tant que territoire de la République syrienne, le sandjak participait aux élections législatives et ses députés siégeaient à la chambre syrienne de Damas. Quelques-uns de ces députés firent même partie de certains cabinets syriens en qualité de ministres de l'économie. En novembre 1937 toutefois, Paris, qui tente un apaisement avec la Turquie, sépare le sandjak de la Syrie.
Dès 1936 en effet, la Turquie avait fait savoir qu'elle n'accepterait pas que ce territoire où vit une importante minorité turque passe sous le contrôle d'un État syrien indépendant. Les affrontements se multiplient entre les deux partis, et la Turquie encourage l’installation de Turcs dans la région. Les élections du 20 mai 1937 montrent à la SDN que 47 % des électeurs sont turcs. Dès lors, par divers stratagèmes Ankara s'emploie à faire monter ce pourcentage à 55 %, notamment par l'intimidation des électeurs adverses et un afflux de population turque.
En septembre 1938, avec l'accord de la France (dirigée par une majorité parlementaire issue du Front populaire de 1936) et en sous-main de la Grande-Bretagne, la province change de nom et devient la République du Hatay. En effet les deux grandes puissances veulent ménager la susceptibilité de la Turquie, clef de voûte de la politique régionale, voire en faire un allié en cas de conflit avec l'Allemagne hitlérienne. Les Turcs y sont désormais majoritaires, ils contrôlent les principaux leviers du pouvoir et le parlement de la République du Hatay vote son rattachement à la Turquie. C'est chose faite le 23 juin 1939. Celle-ci récupère un territoire de près de 4 700 km2, peuplé d'environ 200 000 habitants. Iskenderun est l'équivalent turc du nom Alexandrette (Iskander en turc désigne Alexandre, Iskandar en arabe).
En conséquence, 15 000 Arméniens (ne restent que les Arméniens du village de Vakif) ainsi que de nombreux autres chrétiens, tant Arabes qu'Assyriens ou Grecs, prennent le chemin de l'exil, laissant derrière eux tout ce qu'ils possédaient. Des troupes françaises escortent les convois de réfugiés. Finalement, pendant la Seconde Guerre mondiale, la Turquie observera une position de stricte neutralité et ne déclarera la guerre au Troisième Reich que sur la fin du conflit, en février 1945.

### Sujet de discorde turco-syrien

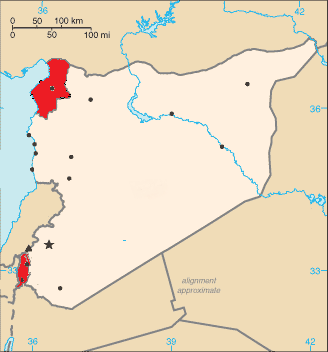
En rouge, les territoires revendiqués par la Syrie : le plateau du Golan, occupé par Israël depuis 1967, et le Hatay, cédé par la France à la Turquie en 1939.

De nos jours, le sandjak d'Alexandrette est toujours un sujet de discorde entre la Turquie et la Syrie. Celle-ci considère que cette région lui a été volée, et des cartes la figurent encore comme faisant partie de la Syrie[réf. souhaitée].
Ce conflit diplomatique s’est élargi au monde arabe : en 1985, l’Arabie saoudite décide de ne pas attribuer de visa aux personnes nées dans le Hatay.
En 1989, un avion du service topographique turc volant au-dessus du Hatay est abattu par les forces syriennes, acte suivi de déclarations martiales de chaque côté.
Ce litige qui resurgit régulièrement entre la Syrie et la Turquie est attisé par le fait que les Alaouites (la moitié des 25 % d’arabophones du Hatay[réf. nécessaire], soit 12 % de la population actuelle) sont une minorité pauvre et méprisée au Hatay, alors que les dirigeants syriens actuels sont issus de cette minorité. Il est renforcé par le conflit sur l’utilisation des eaux des fleuves Oronte et Euphrate, qui coulent en Syrie et en Turquie.
Depuis 2011, et la guerre civile syrienne, le Hatay est toujours revendiqué par le régime de Bachar El-Assad, avec les soutiens de la fédération de Russie.

## Dans la fiction
Dans le film Indiana Jones et la dernière croisade, ce territoire est nommément cité ("Alexandretta") comme étant celui où se trouverait dissimulé le Graal. Le film se déroulant en 1938, l'action se situe dans la République de Hatay.